# Łuk retrofleksyjny
Łuk retrofleksyjny – jedna z odmian łuku wschodniego. 
Z procesu budowy i kształtu przypomina łuk refleksyjny. Różni się od niego sztywnymi zakończeniami ramion z zaczepami na cięciwę i podkładkami (wspornikami) umieszczonymi poniżej. W początkowej fazie naciągania takiego łuku działa tylko cześć cięciwy, w drugiej – odginają się zakończenia łuku zwalniając całą cięciwę. Dzięki tym udoskonaleniom (wspornikom) energia wypuszczenia strzały jest znacznie większa niż w przypadku łuku refleksyjnego.
W zbiorach Muzeum Wojska Polskiego w Warszawie znajduje się chiński łuk retrofleksyjny z XVII–XVIII wieku. Łęczysko jego jest wykonane z drewna i ścięgien, grzbiet pokrywa warstwa łyka brzozowego i lakieru ozdobiony deseniem przypominającym pojedyncze liście, malowanym czarnym tuszem. Na sztywnych zakończeniach ramion, poniżej gryfów po stronie brzuśca umocowano 2 drewniane wsporniki. Gryfy (zaczepy na cięciwę) wykonano z rogu, cięciwę spleciono z nici jedwabnych, majdan owinięto łykiem brzozowym. Długość broni z nałożoną cięciwą 151,5 cm, masa 0,34 kg. Strzała długości 104,5 cm, w tym: drzewce – 95 cm, grot (żelazny, płaski, w kształcie wydłużonego trójkąta, zakończony tuleją) – 10 cm. Łubie ze skóry pokryte jest aksamitem z mosiężnymi ozdobami: wysokości 56 cm, szerokości u góry 32 cm, u dołu – 13,5 cm. 